# Balantiopsis ciliaris
Balantiopsis ciliaris là một loài rêu trong họ Balantiopsaceae. Loài này được S. Hatt. mô tả khoa học đầu tiên năm 1966.